# Protestantse kerk (Helenaveen)
De Protestantse kerk is een kerkgebouw in Helenaveen in de gemeente Deurne in de Nederlandse provincie Noord-Brabant. De kerk staat aan de Soemeersingel 27 aan de noordkant van het dorp aan de Helenavaart. Aan de zuidoostkant van het dorp staat de Sint-Willibrorduskerk en aan de zuidwestzijde van het dorp ligt het kerkhof (vanwege het grondwaterpeil).
Direct ten oosten van de kerk staat een gebouwtje waarin zondagsschool wordt gehouden en er bevindt zich een pastorie.

## Geschiedenis
In 1867 werd het kerkgebouw gebouwd en op 3 november 1867 in gebruik genomen. 
In 1870 werd de zelfstandige hervormde gemeente gesticht.
In 1969 en 1975 vond er een verbouwing van het kerkgebouw plaats.

## Opbouw
Het bakstenen kerkgebouw heeft een rechthoekige plattegrond is gebouwd met de voorgevel op het zuidoosten en is een eenvoudig zaalkerkje. Het is in eclectische stijl opgetrokken en heeft vijf traveeën en een driezijdige sluiting. De frontgevel is een pilastergevel voorzien van pilasters, een rondboogvenster en een fronton. Bovenop de gevel staat een torentje met uurwerk en luidklok onder een tentdak. De zijgevels zijn voorzien van pilasters en rondboogvensters. Het kerkje heeft een zadeldak.